# 4594 Dashkova
4594 Dashkova (1980 KR1) là một tiểu hành tinh vành đai chính được phát hiện ngày 17 tháng 5 năm 1980 bởi L. I. Chernykh ở Nauchnyj.